# ЗАЗ-110260
ЗАЗ-110260 «Таврія» — вантажна модифікація базового автомобіля ЗАЗ-1102. На відміну від аналогічного за призначенням вантажопасажирського ЗАЗ-110240, дана модель мала заглушені бічні вікна за першим рядом сидінь, сидіння розташовувалися тільки спереду (відповідно, пасажиромісткість становила 2 особи), а кабіна була відокремлена від вантажного відсіку ґратами. Вантажопідйомність ЗАЗ-110260 становила 290 кг. Ця модель випускалася, як і ЗАЗ-110240, спершу в 1992-1997 роках на базі ЗАЗ-110206, а потім, з 1999 року - на базі "Таврії-Нова". З 2000 року в серію пішла модифікація ЗАЗ-110267, оснащена двигуном МеМЗ-2457 з робочим об'ємом 1,2 л.
Існувала модифікація ЗАЗ-110260-30. Її відмінності від комплектації ЗАЗ-110260 полягали у кузові з отвором у дасі під антену. Встановлювався електродвигун вентилятора радіатора підвищеної потужності 90 Вт з датчиком включення вентилятора при нижчій температурі. Крім цього, передній і задній бампери комплектувалися заглушками; встановлювалися декоративні колісні ковпаки від люксової модифікації "Таврії". Також від люксової модифікації сюди перекочували панель приладів "Люкс", оббивка дверей задка, пластмасова облицювання радіатора. Під капотом встановлювалася підкапотна лампа, а в салоні - дверні вимикачі плафона освітлення салону.

## Двигуни
| Індекс | Модель двигуна | Об'єм    | Клапани/ГРМ | Система живлення | Потужність при об/хв    | Крутний момент при об/хв | Роки випуску |
| ------ | -------------- | -------- | ----------- | ---------------- | ----------------------- | ------------------------ | ------------ |
| 1,1    | МеМЗ-245       | 1091 см³ | 8/SOHC      | карбюратор       | 51 к.с. (37,5 кВт)/5400 | 78,5 Нм/3000-3500        | 1992-2007    |
| 1,2    | МеМЗ-2457      | 1197 см³ | 8/SOHC      | карбюратор       | 58 к.с. (42,6 кВт)/5400 | 90 Нм/3000-3500          | 2000-2007    |